# Jeff LaBar
Jeffey Philip LaBar, detto Jeff (Upper Darby, 18 marzo 1963 – Nashville, 14 luglio 2021), è stato un chitarrista statunitense, noto per essere il chitarrista dei Cinderella.

## Carriera
Inizia a prendere lezioni di batteria all'età di 8 anni. Contemporaneamente inizia a suonare anche la chitarra con l'aiuto di suo fratello Jack. A 10 anni abbandona la batteria per dedicarsi completamente alla chitarra.
Fonda la sua prima band, i Kashmir, a 12 anni. In questi anni, suona in diverse rock e pop rock band locali come Dark Lord, Fallen Angel, Bruce Teller Network, Boyage, Whitefoxx, Thin Ice, e Precious Metal (che era la band di supporto ai Cinderella nel tour del 1985).
Entra a far parte dei Cinderella nel 1985, a sostituire l'uscente Michael Kelly Smith che fonderà i Britny Fox assieme al batterista Tony Destra, anch'esso uscente dai Cinderella.
Jeff ha anche una band parallela ai Cinderella assieme a Eric Brittingham, bassista dei Cinderella, chiamata Naked Beggars. La moglie di Eric, Inga Brittingham è la cantante del gruppo.

## Curiosità
- Durante il periodo di scioglimento dei Cinderella, attorno ai metà anni novanta, Jeff aprì una pizzeria assieme a suo fratello.
- Jeff ha tre fratelli, Jack, David e Diane. Sua madre si chiama June, il padre Robert, il figlio Sebastian.
- Si è sposato con Debinique (Debby) Salazar il 25 gennaio 2006 a Pottsville (Pennsylvania) prima di un concerto dei Blue Öyster Cult.

## Discografia

### Album in studio
- Night Songs (1986)
- Long Cold Winter (1988)
- Heartbreak Station (1990)
- Still Climbing (1994)

### Album dal vivo
- Live Train to Heartbreak Station (1991)
- Live at the Key Club (1999)
- Extended Versions (2006)
- Live at the Mohegan Sun (2009)

### Raccolte
- Once Upon A... (1997)
- Rocked, Wired & Bluesed: The Greatest Hits (2005)

### Con i Naked Beggars
- Naked Beggars (2003)
- Spit It Out (2006)

### Altri album
- Tom Keifer - The Way Life Goes (2013)